# وانسا باربارا
وانِسا باربارا (به پرتغالی: Vanessa Barbara)زاده ۸ دسامبر ۱۹۲۹ در سائو پائولو، نویسنده و روزنامه‌نگار زن برزیلی است. او در ۲۰۰۹ بخاطر کتاب O Livro Amarelo do Terminal موفق به کسب جایزهٔ Jabuti شد. رمان Noites de alface (شبهای کاهو) از جمله کارهای موفق او بوده است که در ۲۰۱۳ منتشر و بلافاصله به چندین زبان دیگر ترجمه شد.